# Simple API for XML
Simple API for XML или накратко SAX е програмен интерфейс, който позволява последователен достъп към всяка XML структура.
 SAX дефинира механизъм, управляван от събития, за да чете данни от XML документ. Този програмен интерфейс е популярна алтернатива на Document Object Model (DOM).
Този метод, макар и сравнително труден за използване, е най-бързият за анализ на XML структури и изискваното пространство в паметта е значително по-малко от необходимото в други методи, особено DOM, който предварително приема XML структурата като декриптирана структура на данните.